# 4252 Godwin
4252 Godwin eller 1985 RG4 är en asteroid i huvudbältet som upptäcktes den 11 september 1985 av den belgiske astronomen Henri Debehogne vid La Silla-observatoriet. Den är uppkallad efter Richard Godwin.
Asteroiden har en diameter på ungefär 7 kilometer och den tillhör asteroidgruppen Eunomia.